# Хотај водопад
Хотај водопад (法体の滝 Hottai-no-taki) је водопад у вароши Јурихонџо, Префектура Акита, Јапан, на реци Акасава, притоци Коиоши у подножју планине Чокај.
То је један од водопада у публикацији "Јапанских топ 100 водопада", објављеној од стране јапанског Министарства за заштиту животне средине 1990. године.
Водопад има висину од 100 метара, што га чини једним од највиших на листи од 100 водопада, као и најудаљенији од путева, што захтева пешачење од 5,5 km преко веома неприступачног терена да би се водопад посетио.
Од 17. децембра 1960. године, водопад и његова околина су заштићени у префектури Акита као Споменик природе.